# Обермайзельштайн
Обермайзельштайн (нем. Obermaiselstein) — община в Германии, в Республике Бавария.
Община расположена в правительственном округе Швабия в районе Верхний Алльгой. Подчиняется управлению Хёрнергруппе. Население составляет 965 человек (на 31 декабря 2010 года). Занимает площадь 25,02 км².
Община подразделяется на 4 сельских округа.

## Население
По оценке на 31 декабря 2015 года население общины Обермайзельштайн составляет 974 чел. 

| Дата      | 1840 | 1871 | 1900 | 1925 | 1939 | 1950 | 1961 | 1970 | 1987 | 2011 |
| --------- | ---- | ---- | ---- | ---- | ---- | ---- | ---- | ---- | ---- | ---- |
| Население | 408  | 404  | 394  | 437  | 407  | 627  | 551  | 590  | 823  | 943  |

| Год       | 1960 | 1970 | 1980 | 1990 | 2000 | 2009 | 2010 | 2011 | 2012 | 2013 | 2014 | 2015 |
| --------- | ---- | ---- | ---- | ---- | ---- | ---- | ---- | ---- | ---- | ---- | ---- | ---- |
| Население | 563  | 596  | 975  | 825  | 863  | 940  | 965  | 947  | 916  | 947  | 947  | 974  |